# Мельница (Боровёнковское сельское поселение)
Мельница — деревня в Окуловском муниципальном районе Новгородской области, относится к Боровёнковскому сельскому поселению.
Деревня расположена у места впадения реки Льняной в озеро Льняное (у северного берега озера), на Валдайской возвышенности, в 26,5 км к северо-западу от Окуловки (75 км по автомобильной дороге), до административного центра сельского поселения — посёлка Боровёнка 15 км (45 км по автомобильной дороге).
К северу, в 3 км от Мельницы, находится деревня Приволье.
| 2010 |
| ---- |
| 2    |

## История
До 2005 года деревня входила в число населённых пунктов подчинённых администрации Висленеостровского сельсовета.

## Транспорт
Ближайшая железнодорожная станция расположена в Торбино. В 5 км от деревни — в Песчанке проходит автомобильная дорога из посёлка Торбино через Висленев Остров в Любытино.